# Adam Ferdynand Adamowicz
Ne doit pas être confondu avec Albert Adamkiewicz.
Adam Ferdynand Adamowicz, né le 6 juillet 1802 à Vilnius et mort le 30 avril 1881 dans la même ville, est un médecin polonais et l'un des pionniers de la médecine vétérinaire polonaise. Il est également considéré comme le fondateur de l'anatomie comparative polonaise. 

## Biographie
Adam Ferdynand Adamowicz naît le 6 juillet 1802 à Vilnius. Il étudie la philosophie, la médecine et la médecine vétérinaire à partir de 1818 à l'université de Vilnius, où il obtient son doctorat en médecine en 1824. Dans les années suivantes, il entreprend des voyages de recherche en tant qu'assistant scientifique. En 1834, il retourne à Vilnius et devient professeur associé, puis professeur titulaire de l'Académie médico-chirurgicale en 1835. Il y enseigne l'épizootiologie et l'anatomie comparée. De 1839 jusqu'à la fermeture de l'Académie, il enseigne l'histoire de la médecine et la littérature médicale.
À partir de 1841, il est président de la Société médicale et devient médecin à l'hôpital juif en 1842, bien qu'il soit lui-même protestant. En 1857, il est élu membre de Leopoldina.

## Publications
- Nazwanie zewnętrznych części ciała końskiego, Vilnius 1820
- Dissertatio inauguralis medico-veterinaria morborum inter animalia domestica observatorum indicem, singolurmque constatissima signa exhibens, adnexa synonymia germanica, gallica, rossica et polonica etc., Vilnius 1824
- Nauka utrzymywania i ulepszenia zwierząt domowych, z dodaniem sposobu poznawania ich wieku, Vilnius 1836
- O poznawaniu i leczeniu chorób zwierząt domowych, Vilnius 1838
- Zoonomia weterynarna, Vilnius 1841
- Musaeum anatom. Caes. Acad. Chirur. Vilnensis, Vilnius 1842
- O zębie mamutowym znalezionym blisko Wilna, Vilnius 1846
- Praktyczne najnowsze postrzeżenia niektórych lekarzy, 5 Bände, Vilnius 1846–1862
- Notice sur le Comte Constantin Tyzenhaus, Moskau 1853
- Die evangelisch-lutherische Kirche zu Wilna, Vilnius 1855
- Kościół Augsburski w Wilnie, Vilnius 1855
- Rys początków i postępu anatomii w Polsce i Litwie, Vilnius 1855
- Pierwsze początki pisma św. dla dzieci, Vilnius 1858 [anonym]